# Bétheniville
Bétheniville är en kommun i departementet Marne i regionen Grand Est (tidigare regionen Champagne-Ardenne) i nordöstra Frankrike. Kommunen ligger i kantonen Beine-Nauroy som tillhör arrondissementet Reims. År 2022 hade Bétheniville 1 270 invånare.

## Befolkningsutveckling
Antalet invånare i kommunen Bétheniville
| Referens: INSEE |